# Поток (геометрическая теория меры)
Пото́к — обобщение понятия подмногообразия играющее ключевую роль в геометрической теории меры.
В частности, при помощи потоков обычно доказывается существование минимальных поверхностей с особенностями.
Потоки определяются подобно обобщённым функциям — поток есть линейный функционал на пространстве дифференциальных форм.

## Определение
Обозначим через {\displaystyle \Omega _{c}^{m}(M)} пространство гладких {\displaystyle m}-форм с компактным носителем на гладком многообразии {\displaystyle M}.
Поток определяется как  линейный функционал на {\displaystyle \Omega _{c}^{m}(M)}  непрерывен в смысле распределений.
То есть, линейный функционал
{\displaystyle T\colon \Omega _{c}^{m}(M)\to \mathbb {R} }
есть {\displaystyle m}-поток,  если для любой последовательности {\displaystyle \omega _{k}} гладких форм, носители челнов которой лежат в одном компактном множестве, сходящейся к нулевой форме в {\displaystyle C^{\infty }} имеем 
{\displaystyle T(\omega _{k})\to 0}

## Замечания
- Пространство {\displaystyle {\mathcal {D}}_{m}(M)} из {\displaystyle m}-мерных потоков на {\displaystyle M} это вещественное векторное пространство.

- Многое свойства обобщенных функций переносятся на потоки. Например, можно определить носитель потока {\displaystyle T} как дополнение максимальному открытому множеству {\displaystyle U\subset M} такому, что
{\displaystyle T(\omega )=0} для любой формы {\displaystyle \omega \in \Omega _{c}^{m}(U)}.
  - Пространство {\displaystyle m}-мерных потоков с компактным носителем обычно обозначают {\displaystyle {\mathcal {E}}_{m}(M)}.

- Пространство потоков естественно, наделено слабой топологией.
{\displaystyle T_{k}\to T\quad \iff \quad T_{k}(\omega )\to T(\omega ),\qquad \forall \omega .\,}

## Нормы
Можно определить несколько норм на подпространстве пространства всех потоков.
Одной из таких норм является масса.
{\displaystyle \mathbf {M} (T):=\sup\{T(\omega )\colon \sup _{x}|\vert \omega (x)|\vert \leq 1\},}
где {\displaystyle |\vert \omega (x)\vert |} есть {\displaystyle L^{\infty }}-норма на пространстве форм.
Масса потока является естественным обобщением объёма подмногообразия.
Плоская норма, определяется как 
{\displaystyle \mathbf {F} (T):=\inf\{\mathbf {M} (T-\partial A)+\mathbf {M} (A)\colon A\in {\mathcal {E}}_{m+1}\}.}